# 吉武恵治
吉武 恵治（よしたけ けいじ、1947年9月20日 - ）は、日本のプロゴルファー。

## 来歴
1973年の日本オープンでは最終日9番のミドルホールで第1打をフェアウェイにナイスショットしたが、ギャラリーが連れてきた猟犬が口にして全力疾走する。そのボールを飼い主が追いかけて取り戻し、ゴルフ規則27条の「局外者が動かした球」が適用され、元の位置へ戻してプレーを再開すると、見事にパーに収めた。
1974年の札幌とうきゅうオープンでは2日目に69をマークして尾崎将司と並んでの4位タイに着けた、東北クラシックでは最終日に69をマークして山本善隆・謝敏男（中華民国）・関水利晃と並んでの6位タイに入った。
1975年のソニー・チャリティクラシックでは朝から雨が降り続き、午後には風も加わるという悪コンディションの初日を金本章生・石井裕士・大場勲・小林富士夫・土山録志・竹安孝博と並んでの6位タイでスタートした。
1976年の日本プロでは初日を村上隆・大場・新井規矩雄・金本章生・村上渉・陳健振（中華民国）・原克己・大嶋正春・寺本一郎・宮本省三・榎本七郎・菊地勝司・渡辺由己と共に2アンダー68の8位タイでスタートした。
1979年の第1回かながわオープンでは安田春雄・羽川豊・榎本・岩下吉久・金井清一に次ぐと同時に田中文雄・河野高明と並んでの6位タイでスタートし、最終日には森憲二・羽川・村上隆・岩下に次ぐと同時に矢部昭・青木功・河野・安田を抑え、金井・榎本と並んでの5位タイに入った。
1980年の表蔵王国際東北オープンでは初日を浅井教司・山浦記義・小山洋明・田中と並んでの4位タイでスタートし、2日目には激しい降雨のため9ホールで打ち切られたが、小山と共に雨と低い気温の悪いコンディションの中をイーブンパーでまとめ、田原紘と3アンダーで首位に並んだ。45ホールで行われた最終日には3バーディー、1ボギーの2アンダー70で通算5アンダー175をマークし、この日ベストスコア69を出した新井を1打差交わして逃げ切り、プロ入り14年目での初優勝を飾って賞金200万円を獲得。
1982年の関東オープンでは尾崎将・羽川・磯崎功・小林に次ぐと同時に菊地・杉本英世・中嶋常幸と並んでの5位タイ、1983年のKSB瀬戸内海オープンでは十亀賢二・安田に次ぐと同時に牧野裕・内田繁・藤木三郎・小林・杉原輝雄・新井・金井・高橋五月と並んでの3位タイに入った。
1983年のゴルフダイジェストトーナメントでは初日を河野高・鈴木弘一・青木・森本俊治・金子柱憲・鈴村照男・金井と共に69の9位タイ でスタートした。
1983年のブリヂストントーナメントでは2日目に69をマークしてヘール・アーウィン（アメリカ）と並んでの6位タイ、3日目にはギル・モーガン&リー・トレビノ&アーウィンのアメリカ勢と並んでの5位タイに着けた。
1984年の千葉県オープンでは初日を松井角次・文山義夫・額賀靖生・中山徹・池原厚・松本紀彦・と並んでの6位タイでスタートし、デサントカップ北国オープンでは3日目に磯崎・曽根保夫・鈴村照と並んでの5位タイに着けた。
1984年のかながわオープンでは初日に石井秀夫・草壁政治と共に67をマークし、磯崎・新関善美・矢部・大町昭義・尾崎将・金井・稲垣太成を抑えて首位タイスタートを決めた。
1984年の日本プロでは初日にグリーンが速く、パットに苦しむ選手が続出する中、ショット、パットとも好調で、4アンダー67で尾崎直道と並んでの首位タイスタートを決める  。
1986年の関東オープンを最後にレギュラーツアーから引退。

## 主な優勝
- 1980年 - 表蔵王国際東北オープン